# День братів і сестер
День братів і сестер (англ. Siblings Day) — свято, яке щорічно визнається в деяких районах США та Канади 10 квітня, а також Днем братів і сестер в Європі честь стосунків братів і сестер. На відміну від Дня матері та Дня батька, він не визнаний федерально в Сполучених Штатах, хоча Фонд Дня братів і сестер працює над цим. З 1998 року губернатори 49 штатів офіційно оголосили про визнання Дня братів і сестер у своєму штаті.
Дні братів і сестер також відзначаються у Великої Британії та Індії. Індуїстське свято Ракша Бандхан також святкує зв’язок братів і сестер.

## Історія

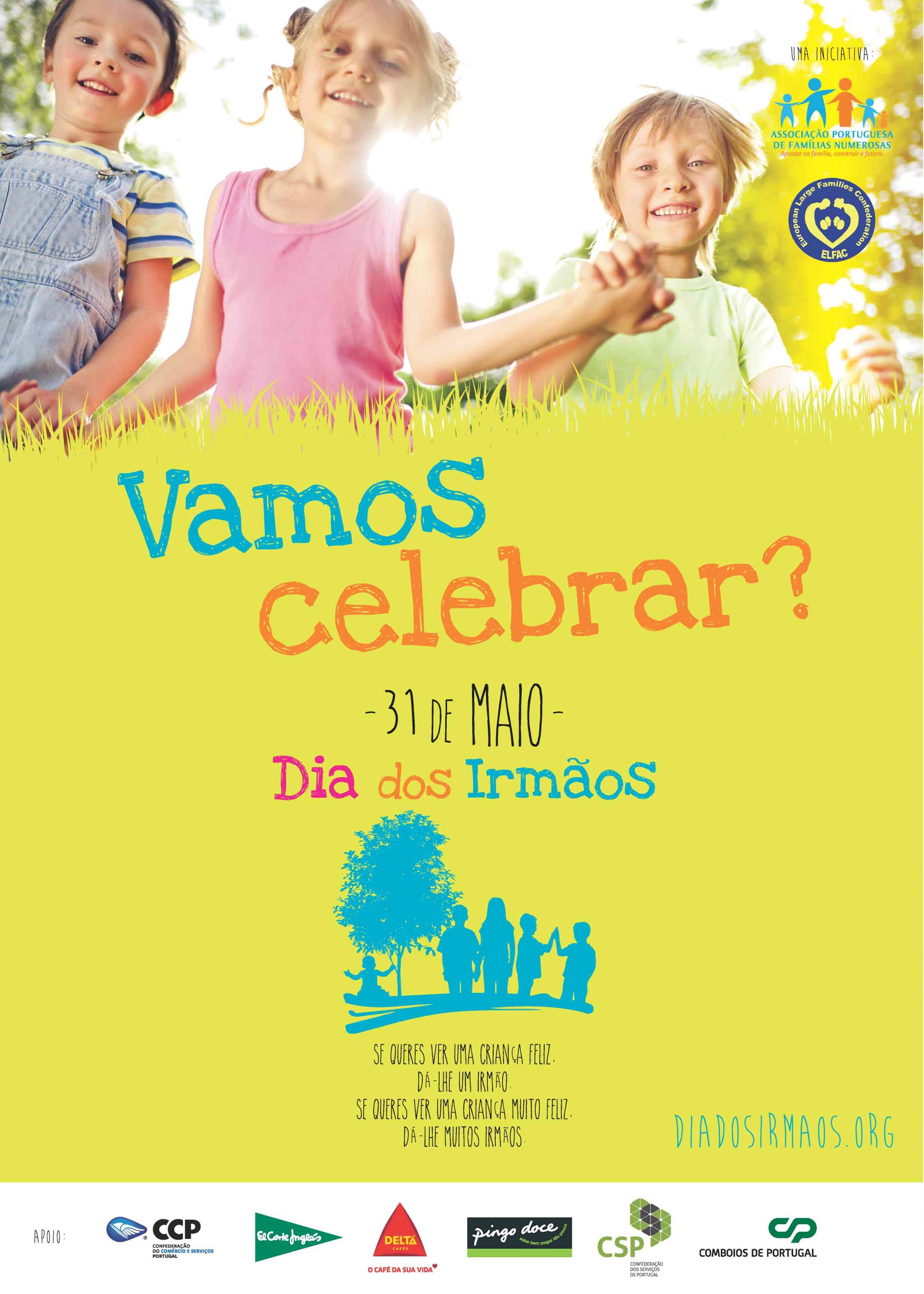
Плакат до Дня братів і сестер, опублікований APFN, Португальська асоціація багатодітних сімей, травень 2016 року.

Американське свято було задумано Клавдією Еварт на честь пам’яті її брата та сестри, які померли в ранньому віці.  Фонд Дня братів і сестер був заснований у 1997 році та отримав статус неприбуткового в 1999 році.  Керолін Мелоні, тодішній представник США New York's 14th congressional district, офіційно привітала свято і внесла його в офіційний запис Конгресу Конгресу США 10 квітня 1997 року; та в наступні 2001, 2005 та 2008 рр. 
В Європі свято було розпочате в 2014 році Європейською конфедерацією багатодітних сімей (ELFAC) для святкування відносин між братами та сестрами. Свято 31 травня по-різному поширилося в європейських країнах, де присутній ELFAC. У Португалії Діа дос Ірмаос    стало дуже популярним, і Президент Португальської Республіки привітав його публічно, у 2016 та 2017 рр.  
ELFAC має асоційованих членів у кількох європейських країнах:  Австрія, Кіпр, Хорватія, Чехія, Естонія, Франція, Німеччина, Греція, Угорщина, Італія, Латвія, Литва, Португалія, Румунія, Сербія та Швейцарія. Але дотримання дати та духу 31 травня відкрите для будь-якої іншої європейської та неєвропейської країни. 

## Святкування
У США приблизно 80% людей мають братів і сестер.   Свято призначене святкуванням стосунків братів і сестер. 
Приклади вшанування пам’яті під час цього вшанування включають вручення братові / сестрі подарунка (включаючи подарунок-сюрприз),  подарункову карту та винос одного на вечерю.  Нематеріальні приклади святкування цього дня включають обійми своїх братів і сестер, насолоду від проведення часу з ними, вшанування їх присутности у вашому житті та привітання з ними на різних платформах соціальних мереж за допомогою фотографій дитинства.  